# Liza Lehmann

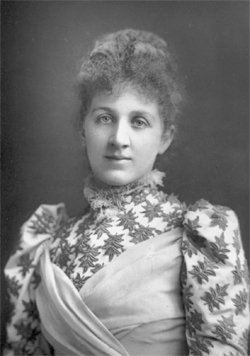
Liza Lehmann, 1889

Elisabetha Nina Mary Frederica Lehmann (* 11. Juli 1862 in London; † 19. September 1918 ebenda) war eine englische Komponistin, Sängerin und Pianistin.

## Leben
Elisabetha „Liza“ Lehmann war die Tochter der Sängerin, Musiklehrerin und Komponistin Amalia Lehmann und des aus Deutschland stammenden Malers Rudolf Lehmann. Die ersten fünf Lebensjahre verbrachte sie mit ihren Eltern in Italien. Sie erhielt als Kind Klavierunterricht, und nach erstem Gesangsunterricht bei ihrer Mutter studierte sie bei Jenny Lind am Royal College of Music. Bei weiteren Reisen der Familie hatte sie Kompositionsunterricht bei Niels Ravnkilde in Rom und Wilhelm Freudenberg in Wiesbaden und setzte in London ihr Gesangsstudium bei Alberto Randegger fort.
1883 debütierte sie bei den Monday Popular Concerts in London. Bei ihrem ersten öffentlichen Konzert trat sie gemeinsam mit Wilma Neruda, Franz Neruda und Max von Pauer auf und wurde von Mary Wurm am Klavier begleitet. Schnell machte sie sich im Londoner Musikleben einen Ruf als Konzert- und Oratoriensängerin. Bei einem Besuch von Franz Liszt 1886 sang sie in zwei Konzerten in der St. James’ Hall unter Leitung von Alberto Randegger und im Crystal Palace unter der Leitung von August Manns. Bei den Monday Popular Concerts des gleichen Jahres stand sie neben Joseph Joachim, Clara Schumann, Agnes Zimmermann, Max von Pauer und Alfredo Piatti auf der Bühne.
In den folgenden Jahren stellten sich auch internationale Erfolge ein, so 1887 beim Norwich Musical Festival mit der Sopranpartie in Camille Saint-Saëns’ Vertonung des 19. Psalms und bei einem Konzert des Berliner Philharmonischen Orchesters unter Leitung von Joseph Joachim. 1888 sang sie begleitet von Clara Schumann Lieder von Robert Schumann in der Londoner St. James’s Hall. In der Princes’s Hall veranstaltete sie eigene Konzerte u. a. mit der Sängerin Lena Little. Um die gleiche Zeit erschienen ihre ersten Kompositionen, darunter eine Sammlung von deutsch- und englischsprachigen Liedern und Ten sketches für Klavier, die von Fanny Davies uraufgeführt werden.
1894 heiratete Liza Lehmann den Maler und Komponisten Robert Bedford und zog sich nach einem Abschiedskonzert, an dem u. a. Marian McKenzie, Alice Gomez, David Bispham, Plunket Green, Fanny Davies und Alma Haas-Holländer teilnahmen, für längere Zeit vom öffentlichen Konzertbetrieb zurück. 1896 komponierte sie den Liederzyklus In a Persian Garden für vier Stimmen und Klavier nach dem Rubaiyāt von Omar Khayyām in der Übertragung von Edward FitzGerald, der nach einer privaten Aufführung mit Emma Albani, Hilda Wilson, Ben Davies und David Bispham bei den Londoner Popular Concerts uraufgeführt wurde und sie bis in die USA bekannt machte.
Neben weiteren Liedern und Liedzyklen komponierte sie mehrere Sammlungen von Liedern für Kinder und Jugendliche wie The Daisy-Chain (1900) und More Daisies (1902) nach Gedichten von Robert Louis Stevenson und Lilies of The Valley. A Medley of Old English Songs (1907). Ab 1904 entstanden auch mehrere Bühnenwerke und Schauspielmusiken, u. a. Sergeant Brue nach einem Libretto von Hickory Wood (1904), die Operette The Vicar of Wakefield nach dem Roman von Oliver Goldsmith (Libretto von Laurence Housman, 1906), die Bühnenmusik zu Oscar Wildes The Happy Prince (1908) und Everyman. A morality play (1915).
Ab 1905 trat Lehmann auch wieder öffentlich auf, allerdings nicht mehr als Sängerin, sondern als Klavierbegleiterin bei Aufführungen ihrer eigenen Lieder durch Sänger wie Louise Dale, Nancy Price, Mary Palgrave-Turner, Hubert Eisdell und Fraser Gange. 1910 gab sie zwei Konzerte in der New Yorker Carnegie Hall, bei denen sie eigene Werke aufführte, darunter In a Persian Garden, Nonsens Songs und die Breton Folk Songs, ein weiteres 1912 im New Yorker Hudson Theatre mit Blanche Tomlin und Mary Palgrave-Turner, Hubert Eisdell und Julian Henry und Auszügen aus The Golden Threshold, den Nonsense Verses, The Happy Prince und Four Cautionary Tales and a Moral.
1911/12 war Lehmann die erste Präsidentin der Society of Women Musicians. Ab 1914 übernahm sie eine Professur für Gesang an der Guildhall School of Music. Die Konzerte mit ihren Schülerinnen erfreuten sich in London großer Beliebtheit. Für Unterrichtszwecke veröffentlichte sie 1917 Useful Teaching Songs for All Voices. Ein Jahr nach ihrem Tod veröffentlichte ihr Mann ihre Memoiren unter dem Titel The Life of Liza Lehmann. An der Guildhall School of Music wurde ein Liza-Lehmann-Prize gestiftet, den u. a. 1925 die Sängerin Doreen Kendall erhielt.
Liza Lehmann starb im September 1918 in Pinner, London Borough of Harrow. Ihr Grab befindet sich auf dem Highgate Cemetery.

## Autobiographie
- The Life of Liza Lehmann (1919) (Online-Text bei Internet Archive)